# Jan Nepomucen Gniewosz

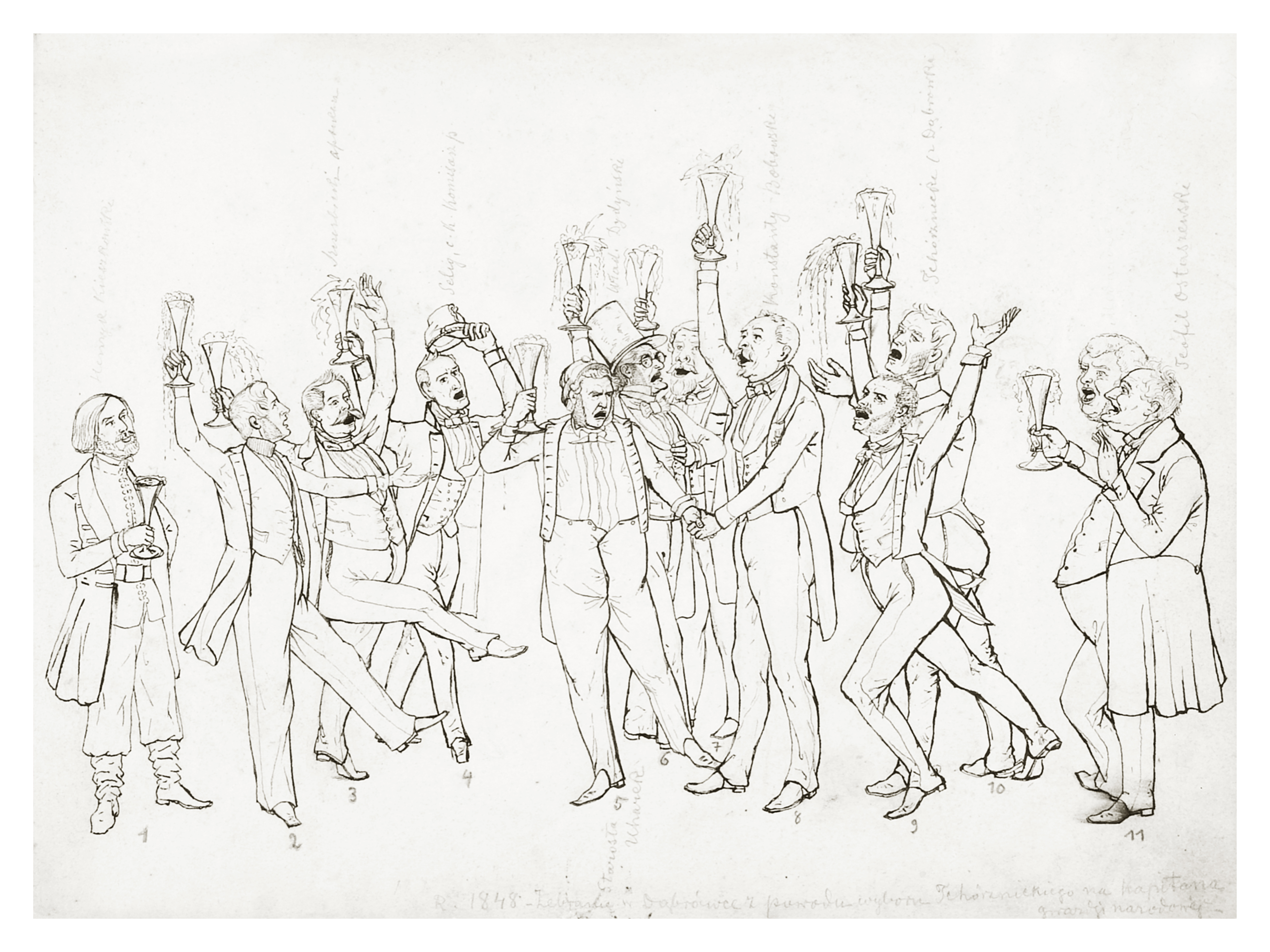
Ziemiaństwo polskie w Galicji wznosi toast za Gwardię Narodową podczas Wiosny Ludów w 1848. Rysunek Jana Nepomucena Gniewosza

Jan Nepomucen z Oleksowa Gniewosz herbu Rawicz (ur. 1827 w Poniku, zm. 9 września 1892 w Krośnie) – publicysta, przemysłowiec, pisarz, dziennikarz, wydawca, kolekcjoner obrazów malarzy polskich, powstaniec wielkopolski w 1846 i 1848, styczniowy z 1863.

## Życiorys
Urodził się w 1827 w Poniku (według innej wersji pochodził z Ponika na ziemi radomskiej, dziedzicznej wsi swego rodu). Jego rodzicami byli Franciszek Gniewosz i Teofila Gniewoszowa z Szokalskich. Miał kuzynów: Edwarda, Zygmunta, Władysława, Feliksa i Włodzimierza Gniewoszów.
Od 15 roku życia do 1843 kształcił się w Akademii Plastycznej (wzgl. Sztuk Pięknych) w Wiedniu. Wyższe kursy odbywał we Wrocławiu. Będąc akademikiem w Poznaniu w 1846 został skazany na karę roku więzienia, którą odsiadywał w Moabicie. Wziął udział w powstaniu wielkopolskim w 1848.
Po studiach został przemysłowcem, otworzył w rodzinnej wsi fabrykę maszyn, z czasem prosperującą. Z Ponika wyruszył do powstania styczniowego w 1863 i został kapitanem strzelców w oddziale naczelnika Apolinarego Kurowskiego. Jego majątek został skonfiskowany przez Rosjan, a fabryka spalona. Wobec tego jego rodzice przenieśli się do Krakowa, a on sam wyjechał za granicę. Pracował przy kolei we Francji, a potem założył fabrykę wyrobów drewnianych w Szwajcarii.
Za namową Ignacego Kamińskiego i po otrzymaniu zezwolenia na pobyt w Galicji, objął osadę w kierownictwie szklanych hut na Pokuciu. Gwałtowny rozwój nafciarstwa zwabił go do Krosna, gdzie pomieszkiwał od 1872. Zajmował się wykorzystaniem produktów z ropy naftowej. Wydawał w tym mieście czasopismo „Przegląd Górniczy Techniczny i Przemysłowy”. Po niepowodzeniu w działalności przemysłowej zajął się pisarstwem. Udzielał się jako pisarz i publicysta, działacz gospodarczy. Dziennikarz we lwowskich gazetach, określany jako pisarz rzucający granatami. Wydawca i redaktor lwowskich czasopism: „Sztandar Polski”, „Strażnica Polska”, „Wiadomości Przemysłowo-Rękodzielnicze”. Przyjaźnił się z osiadłym we Lwowie Ludwikiem Włościborskim, byłym przemysłowcem wielkopolskim, uczestnikiem powstania listopadowego, Wiosny Ludów i powstania styczniowego. Wydał m.in. książkę o wykorzystaniu odpadów w przemyśle oraz „Asfalty krajowe i użytkowe” (wyd. Jasło 1885). Opiekował się malarzami i kolekcjonował obrazy. U niego w mieszkaniu w Krośnie w 1890 zamieszkał malarz Seweryn Bieszczad. Sam malował akwarele, szkice, rysunki tuszem. Uwieczniał w nich Sanok. W piśmie posługiwał się tylko językiem niemieckim. Potem powrócił do Krosna i także do działalności naftowej.
Był głuchoniemy. Zmarł w Krośnie 9 września 1892 i został pochowany tamże na Starym Cmentarzu 11 września 1892.
Latem 1939 pochodzący z rodziny Gniewoszów Adam Łada Cybulski z Cannes przekazał akwarele i szkice Jana Gniewosza do Muzeum Ziemi Sanockiej w Sanoku.